# Афінське повстання 1909
Афінське повстання 1909 року — повстання афінського гарнізону 28 серпня 1909, очолене грецькою націоналістичною організацією «Військова ліга». Також ця подія відома як Переворот у Гуді, за назвою району Гуді у східній частині Афін, звідки почалось повстання.
Повстання було викликано невдоволенням грецьких можновладців і широких верств населення відмовою уряду підтримати рішення критського парламенту про возз'єднання острова Крит з Грецією, а також важким фінансовим становищем країни, зростаючою залежністю її від англо-французького капіталу. У серпні 1909 «Військова ліга» зажадала від уряду провести державні реформи і видалити з командних постів в армії і флоті членів королівської родини. Відмова уряду задовольнити вимоги ліги привели до повстання гарнізону в Афінах, підтриману у ряді провінцій. Король Костянтин І відкликав з командних постів принців і прийняв ряд інших вимог ліги.